# Кампеон-дель-Сігло
Кампеон-дель-Сігло (ісп. Estadio Campeón del Siglo) — футбольний стадіон в місті Монтевідео, Уругвай. Домашній стадіон футбольного клубу «Пеньяроль» з 2016 року. Назва стадіону перекладається як «Чемпіон століття» (одне з прізвиськ «Пеньяроля»).

## Історія
Після знесення стадіону «Естадіо Посітос» в 1933 році, довгий час «Пеньяроль» виступав виключно на національному уругвайському стадіоні «Сентенаріо». У листопаді 2013 року «Пеньяроль» отримав схвалення кредиту з боку Банку Республіки Уругвай в $46,3 млн, і почав будівництво арени в східній частині департаменту Монтевідео, на північний схід від основної забудови столиці Уругваю (неподалік від кордону з департаментом Канелонес).
Стадіон був добудований в 2016 році. Місткість стадіону становить 40 000 осіб.
Чотири трибуни стадіону названі в честь президентів «Пеньяроль»: Френк Гендерсон (північна), Хосе Педро Даміані (південна), Вашингтон Катальді (західна) і Гастон Гуельфа (східна).
Відкриття відбулося 28 березня 2016 року. У матчі відкриття «Пеньяроль» здобув перемогу над аргентинським клубом «Рівер Плейт» з рахунком 4:1. Автором першого гола в історії стадіону став нападник «Пеньяроля» Дієго Форлан .
Перший офіційний матч на «Кампеон-дель-Сігло» був зіграний 9 квітня 2016 року в рамках чемпіонату Уругваю 2015/2016 проти клубу «Данубіо». Господарі поля перемогли з рахунком 2:1. Автором першого офіційного гола на стадіоні став гравець господарів Ніколас Альбаррасіна .